# Дувняк, Домагой
Домагой Дувняк (хорв. Domagoj Duvnjak; род. 1 июня 1988, Джяково) — хорватский гандболист, разыгрывающий немецкого клуба «Киль» и сборной Хорватии. Бронзовый призёр Олимпийских игр 2012 года.

## Карьера

### Клубная
В 2009 году Домагой Дувняк заключил трёхлетний контракт с клубом Гамбург, который стал в возрасте 21 год, самым дорогим гандболистом в истории. В составе Гамбурга, Домагой Дувняк выиграл чемпионат Германии в 2011 году, выиграл Лигу чемпионов ЕГФ в 2013 году, в 2010 году выиграл кубок Германии. За Гамбург Домагой Дувняк сыграл 166 матчей и забил всего 628 голов.
В 2014 году Домагой Дувняк перешёл в «Киль». В 2015 году, вместе с клубом Киль Домагой Дувняк стал чемпионом Германии.

### В сборной
В сборной сыграл 154 матча и забил 517 голов.
На ЧЕ-2020 был признан самым ценным игроком.

## Титулы
Командные
- Чемпион Германии: 2011, 2015, 2020, 2021
- Победитель Лиги чемпионов: 2013, 2020
- Победитель Кубка Европы: 2019
- Победитель Суперкубка Германии: 2014, 2015, 2020, 2021, 2022
- Чемпион Хорватии: 2007, 2008, 2009
- Обладатель Кубка Хорватии: 2007, 2008, 2009
- Обладатель Кубка Германии: 2010, 2017, 2019

Индивидуальные
- Лучший разыгрывающий чемпионата мира (2): 2013 и 2017[1]
- MVP чемпионата Германии: 2019/20
- Орден Хорватской звезды с ликом Франьо Бучара (10 марта 2025 года)[2]

## Статистика
| Сезон        | Клуб    | Лига       | Матчи | Голы | 7-метр | Голы |
| ------------ | ------- | ---------- | ----- | ---- | ------ | ---- |
| 2009/10      | Гамбург | Бундеслига | 34    | 110  | 1      | 109  |
| 2010/11      | Гамбург | Бундеслига | 32    | 85   | 0      | 85   |
| 2011/12      | Гамбург | Бундеслига | 34    | 112  | 0      | 112  |
| 2012/13      | Гамбург | Бундеслига | 33    | 155  | 0      | 155  |
| 2013/14      | Гамбург | Бундеслига | 33    | 166  | 0      | 166  |
| 2014/15      | ГК Киль | Бундеслига | 35    | 133  | 0      | 133  |
| 2015/16      | ГК Киль | Бундеслига | 29    | 144  | 0      | 144  |
| 2016/17      | ГК Киль | Бундеслига | 23    | 95   | 0      | 95   |
| 2017/18      | ГК Киль | Бундеслига | 16    | 28   | 0      | 28   |
| 2018/19      | ГК Киль | Бундеслига | 34    | 108  | 0      | 108  |
| 2019/20      | ГК Киль | Бундеслига | 18    | 47   | 0      | 47   |
| 2009-по н.в. | Итого   | Бундеслига | 322   | 1183 | 1      | 1182 |